# Semana (Colombie)
Pour les articles homonymes, voir Semana.
Semana est un magazine colombien d'actualités fondée en 1946 par Alberto Lleras Camargo. La revue s'arrêta en 1961 et fut reprise par Felipe López Caballero (es) en 1982. Elle est publiée par la société Publicaciones Semana S.A. Sa directrice actuelle[Quand ?] est Vicky Dávila.
Le groupe financier Gilinski Group fait l'acquisition du magazine en 2020. Sa ligne éditoriale a alors évolué plus à droite et est jugée proche du parti Centre démocratique des anciens présidents Álvaro Uribe et Iván Duque. Selon l'ancien chroniqueur de la publication Daniel Coronell, l'homme d'affaires et propriétaire de Semana Gabriel Gillinsky a donné pour consigne de faire du magazine le « Fox News colombien », en référence à la chaîne américaine connue pour ses positions conservatrices.

## Histoire

### Espionnage
Le magazine a été mis sous surveillance par les services de renseignement de l’armée colombienne en 2019 et 2020. Ses journalistes et leurs rendez-vous avec leurs sources ont été espionnés et un véhicule banalisé appartenant à l’armée, stationné durant plusieurs mois devant les locaux du magazine, contenait du matériel visant à intercepter le contenu des téléphones des employés du journal. Des reporters ont également reçu des menaces de mort.

### Ligne éditoriale
Longtemps réputé comme étant un journal assez pluraliste et relativement distant vis-à-vis du pouvoir, Semana se rapproche nettement du gouvernement d’Iván Duque au cours de l'année 2020, entrainant le départ de plusieurs journalistes. 

## Éditorialistes
- Antonio Caballero (es)
- Daniel Coronell (es)
- María Jimena Duzán
- Alfredo Rangel (es)
- Daniel Samper Ospina (es)
- Vladdo (caricaturiste)

### Anciens éditorialistes
- Héctor Abad Faciolince
- María Isabel Rueda (es)